# Francisco Pérez de los Cobos
Francisco Pérez dels Cobos Orihuel (Iecla, Múrcia, 1962) és un jurista espanyol, catedràtic de Dret del Treball i de la Seguretat Social i va ser magistrat (2011-2017) i president (2013-2017) del Tribunal Constitucional d'Espanya.

## Biografia
Nascut el 1962 a Múrcia, de petit es va traslladar a Iecla. És doctor en Dret per les universitats de València i de Bolonya, i catedràtic de Dret del Treball i de la Seguretat Social de la Universitat Complutense de Madrid (2007). Anteriorment, va ser catedràtic de la seva disciplina a la Universitat de les Illes Balears (1994) i l'Autònoma de Barcelona (1997) i com a professor de Dret Comunitari del treball a la Universitat de Milà (2004-2007).
El 2010 va ser nomenat magistrat del Tribunal Constitucional d'Espanya, càrrec del qual va prendre possessió l'11 de gener de 2011. El Ple del Tribunal Constitucional per unanimitat el va escollir president el 19 juny de 2013, responsabilitat que va exercir fins al 14 de març de 2017 quan va caducar el seu mandat com a magistrat.

### Polèmiques
Després fer-se pública pel sumari del cas Bárcenas la seva militància en el Partit Popular, el ja president del Tribunal Constitucional d'Espanya va admetre aquest fet -que no havia revelat en la seva compareixença anterior al Senat- davant el Ple del Tribunal Constitucional, òrgan que va avalar la inexistència de cap incompatibilitat amb el càrrec d'acord amb la Llei orgànica del Tribunal Constitucional. Davant el Ple va negar que hagués incorregut en una violació de la Llei orgànica del Tribunal Constitucional, tot i haver mantingut la seva militància en aquest partit un cop elegit magistrat del TC, ja que la referida llei prohibeix expressament mantenir només llocs d'alta direcció de partits polítics, no la seva militància. Així i tot, tres associacions de jutges van demanar la seva dimissió, a l'entendre que el seu accés al càrrec es va produir de manera il·legal i que suposa un desprestigi de la institució i de la judicatura.
El març de 2014 el Parlament de Catalunya va demanar la recusació de Pérez de los Cobos per les diverses declaracions públiques sobre Catalunya. El 2005 Pérez de los Cobos havia denunciat a Iecla el «menyspreu» dels catalans cap a la cultura espanyola com a part de les seves crítiques a l'Estatut d'Autonomia de Catalunya de 2006. A més, a Parva memoria (2006) afirma que «els diners són el bàlsam racionalitzador de Catalunya» i que «No hi ha a Catalunya acte polític que es preï sense una o diverses manifestacions d'onanisme».
Es va presentar com aspirant a magistrat del Tribunal Europeu de Drets Humans a Estrasburg juntament amb dos aspirants espanyols més per substituir Luis López Guerra. El govern de Mariano Rajoy va posar com a condició que els aspirants no tinguessin més de 61 any, cosa que es va interpretar com un intent d'impedir la candidatura de la seva rival Maria Emilia Casas. El Tribunal Suprem va anul·lar aquest requisit.
A l'entrevista davant la comissió de l'Assemblea Parlamentària del Consell d'Europa el 12 de gener de 2018 no va obtenir cap dels 10 vots possibles. Tot i haver afirmat en el seu curriculum vitae que parlava i llegia correctament anglès i francès, va ser incapaç de respondre cap pregunta en aquestes dues llengües. Els altres aspirants van ser Jose Martín y Perez de Nanclares (7 vots) i Maria Elósegui (3 vots). Finalment, María Elósegui va ser triada pel càrrec.

## Obra publicada
És autor de més d'un centenar de publicacions de la seva especialitat, destacant entre les seves línies d'investigació dos: l'anàlisi dels problemes laborals derivats de les transformacions productives i el Dret comunitari del Treball. A aquestes línies de recerca, precisament, obeeixen les seves principals monografies:
- Nuevas tecnologías y relación de trabajo, (València, 1990).
- El teletrabajo en España, (Madrid, 2001).
- El Derecho social comunitario en el Tratado de la Unión Europea, (Madrid, 1994).
- La aplicación de la Directiva 93/104 CEE al Personal Estatutario de la Seguridad Social (València, 2002).
- Millora de la qualitat de les relacions laborals en l'àmbit de les empreses de treball temporal (Generalitat de Catalunya, Barcelona, 2003).

Ha dirigit obres de referència en la bibliografia laboral espanyola:
- Libertad de empresa y relaciones laborales en España (Madrid, 2005).
- Ley de Prevención de Riesgos Laborales. Comentada con jurisprudencia (Madrid, 2008).
- Ley Orgánica de Libertad Sindical. Comentada con jurisprudencia (Madrid, 2010).